# PJIRC
Plouf's Java IRC (PJIRC) es un cliente IRC basado en web de código open source escrito en Lenguaje de programación Java. Cualquier navegador que soporte Java Runtime Environment, o un intérprete java alternativo, puede utilizar la applet. Muchas redes IRC tienen una instalación pública del applet para su red.
Philippe Detournay, inicial y principal colaborador, ha dejado de trabajar en el proyecto desde 2005. Sin embargo, el Foro del sitio Web es aún frecuentemente usado y moderado por los administradores.

## Funciones
A diferencia de muchos otros clientes IRC de applet de Java, PJIRC soporta Conexiones DCC,
y puede ejecutarse en modo de aplicación, sin necesidad de tener o página web o navegador, aunque todavía que requieren algún tipo de Java Runtime Environment. También es personalizable mediante el uso de plug-ins, incluyendo soporte limitado para secuencias de comandos mediante JavaScript.